# Football Club Internazionale Milano 1987-1988
Questa voce raccoglie le informazioni riguardanti il Football Club Internazionale Milano nelle competizioni ufficiali della stagione 1987-1988.

## Stagione

Il neoacquisto Vincenzo Scifo in azione nella trasferta di Firenze del 13 dicembre 1987

Reduce da una qualificazione alla Coppa UEFA vista come «bicchiere mezzo vuoto», nell'estate 1987 Giovanni Trapattoni puntò sul difensore Nobile e sul promettente centrocampista Scifo: da segnalare anche il ritorno di Aldo Serena, con Rummenigge ceduto al Servette a stagione iniziata.
Attesa al debutto in campionato dalla neopromossa Pescara, l'Inter cadde clamorosamente a San Siro permettendo agli abruzzesi di centrare la prima vittoria esterna in Serie A dopo 6 pareggi e 24 sconfitte: sofferto anche il primo turno in Europa, col passaggio contro il Besiktas legittimato solamente nel retour match.
Espugnato dal modesto Turun con rete del carneade Aaltonen, sul quale la dirigenza prese a muoversi, lo stadio Meazza ospitò il 25 ottobre 1987 un derby d'Italia favorevole ai colori nerazzurri: decisivo nella circostanza l'ex Serena, mentre il neoacquisto belga e il capitano Altobelli scongiurarono in Finlandia una beffarda uscita dal torneo.

Il capitano Alessandro Altobelli lasciò il club al termine della stagione per gli attriti col tecnico Trapattoni.

L'eliminazione si sarebbe quindi consumata per opera del catalano Espanyol, già fatale al Milan nei sedicesimi: a questi ultimi arrise la stracittadina del 20 dicembre 1987, complice un autogol di Ferri originato dal malinteso con il portiere Zenga. Tra le poche note positive spiccarono l'attitudine del centravanti trevigiano sottoporta, un comunque discreto percorso in Coppa Italia (tanto da raggiungerne la semifinale) e la conferma dell'emergente Ciocci: «momento di gloria» per lui una doppietta alla Roma, col risultato di 4-2 utile per concorrere in zona Uefa.
Fallito a causa della Sampdoria l'obiettivo-coppa, la Beneamata masticò un ultimo boccone amaro perdendo anche il derby del 24 aprile 1988: il tribolato accesso alle competizioni continentali venne ottenuto nella domenica finale, lasciando entrambe le sabaude a contendersi il rimanente posto.

## Divise e sponsor
Lo sponsor tecnico per la stagione 1987-1988 fu Le Coq Sportif, mentre lo sponsor ufficiale fu Misura.
| Casa | Trasferta |

## Organigramma societario
Area direttiva
- Presidente: Ernesto Pellegrini
- Vicepresidente: Giuseppe Prisco, Giulio Abbiezzi e Angelo Corridori
- Amministratore delegato: Giordano Pellegrini

Area organizzativa
- Segretaria: Ileana Almonti

Area comunicazione
- Capo ufficio stampa: Valberto Miliani

Area tecnica
- Direttore Sportivo: Giancarlo Beltrami
- Allenatore: Giovanni Trapattoni
- Allenatore in seconda: Arcadio Venturi

Area sanitaria
- Medico sociale: Pasquale Bergamo
- Massaggiatori: Giancarlo Della Casa e Massimo Della Casa

## Rosa
| N. |                      | Ruolo | Calciatore               |
| -- | -------------------- | ----- | ------------------------ |
|    | Italia (bandiera)    | P     | Astutillo Malgioglio     |
|    | Italia (bandiera)    | P     | Gianni Marco Sansonetti  |
|    | Italia (bandiera)    | P     | Walter Zenga             |
|    | Italia (bandiera)    | D     | Giuseppe Baresi (I)      |
|    | Italia (bandiera)    | D     | Giuseppe Bergomi         |
|    | Italia (bandiera)    | D     | Gabriele Baraldi         |
|    | Italia (bandiera)    | D     | Fabio Calcaterra         |
|    | Italia (bandiera)    | D     | Riccardo Ferri (II)      |
|    | Italia (bandiera)    | D     | Salvatore Antonio Nobile |
|    | Argentina (bandiera) | D     | Daniel Passarella        |
|    | Italia (bandiera)    | D     | Alberto Rivolta          |
|    | Italia (bandiera)    | D     | Ildebrando Stafico       |
|    | Italia (bandiera)    | C     | Pierino Fanna            |
|    | Italia (bandiera)    | C     | Stefano Civeriati        |

| N. |                   | Ruolo | Calciatore                      |
| -- | ----------------- | ----- | ------------------------------- |
|    | Italia (bandiera) | C     | Giuliano Gentilini              |
|    | Italia (bandiera) | C     | Andrea Mandorlini               |
|    | Italia (bandiera) | C     | Gianfranco Matteoli             |
|    | Italia (bandiera) | C     | Giuseppe Minaudo                |
|    | Italia (bandiera) | C     | Aldo Monza                      |
|    | Italia (bandiera) | A     | Dario Morello                   |
|    | Italia (bandiera) | C     | Raffaele Paolino                |
|    | Italia (bandiera) | C     | Adriano Piraccini               |
|    | Belgio (bandiera) | C     | Vincenzo Scifo                  |
|    | Italia (bandiera) | A     | Alessandro Altobelli (capitano) |
|    | Italia (bandiera) | A     | Massimo Ciocci                  |
|    | Italia (bandiera) | A     | Paolo Mandelli                  |
|    | Italia (bandiera) | A     | Aldo Serena                     |

## Calciomercato

### Sessione estiva
| Acquisti         | Acquisti                 | Acquisti        | Acquisti      |
| R.               | Nome                     | da              | Modalità      |
| ---------------- | ------------------------ | --------------- | ------------- |
| P                | Gianni Marco Sansonetti  | Messina         | fine prestito |
| D                | Gabriele Baraldi         | Castanese       | definitivo    |
| D                | Salvatore Antonio Nobile | Lecce           | definitivo    |
| C                | Vincenzo Scifo           | Anderlecht      | definitivo    |
| A                | Aldo Serena              | Juventus        | fine prestito |
| Altre operazioni |                          |                 |               |
| R.               | Nome                     | da              | Modalità      |
| P                | Claudio Bozzini          | Licata          | fine prestito |
| D                | Fortunato Caracciolo     | Oltrepò         | fine prestito |
| D                | Fulvio Collovati         | Udinese         | fine prestito |
| D                | Francesco Frascella      | Campania        | fine prestito |
| C                | Giuseppe Accardi         | Campobasso      | fine prestito |
| C                | Michele D'Amico          | Chievo          | fine prestito |
| C                | Claudio Fermanelli       | SPAL            | fine prestito |
| C                | Giovanni Macera          | Nissa           | fine prestito |
| C                | Antonio Manicone         | Licata          | fine prestito |
| C                | Umberto Marino           | Nissa           | fine prestito |
| C                | Mauro Marmaglio          | Alessandria     | fine prestito |
| C                | Carmine Nunziata         | Alzano Virescit | fine prestito |
| C                | Teodoro Piccinno         | Brindisi        | fine prestito |
| C                | Fausto Pizzi             | Centese         | fine prestito |
| C                | Paolo Mandelli           | Lazio           | fine prestito |
| C                | Massimo Pellegrini       | Cagliari        | fine prestito |

| Cessioni         | Cessioni              | Cessioni   | Cessioni         |
| R.               | Nome                  | a          | Modalità         |
| ---------------- | --------------------- | ---------- | ---------------- |
| P                | Massimiliano Caniato  | Licata     | prestito         |
| D                | Luciano Marangon      |            | ritiro           |
| C                | Enrico Cucchi         | Empoli     | comproprietà     |
| C                | Marco Tardelli        | San Gallo  | definitivo       |
| A                | Oliviero Garlini      | Atalanta   | definitivo       |
| A                | Karl-Heinz Rummenigge | Servette   | definitivo       |
| Altre operazioni |                       |            |                  |
| R.               | Nome                  | a          | Modalità         |
| P                | Claudio Bozzini       | Carbonia   | prestito         |
| D                | Fortunato Caracciolo  | Varese     | prestito         |
| D                | Fulvio Collovati      | Roma       | definitivo       |
| D                | Francesco Frascella   | Venezia    | comproprietà     |
| D                | Cristiano Pozzoni     |            | svincolato       |
| D                | Stefano Rossini       | Parma      | rinnovo prestito |
| D                | Corrado Verdelli      | Monza      | comproprietà     |
| D                | Giuseppe Accardi      | Foggia     | definitivo       |
| C                | Michele D'Amico       | Vogherese  | comproprietà     |
| C                | Claudio Fermanelli    | Padova     | definitivo       |
| C                | Maurizio Laureri      | Bari       | comproprietà     |
| C                | Giovanni Macera       | Carbonia   | prestito         |
| C                | Giancarlo Majerna     | Varese     | comproprietà     |
| C                | Antonio Manicone      | Palermo    | comproprietà     |
| C                | Umberto Marino        | Pro Patria | prestito         |
| C                | Mauro Marmaglio       | Lanciano   | definitivo       |
| C                | Carmine Nunziata      | Pavia      | definitivo       |
| C                | Rocco Parisi          | Varese     | comproprietà     |
| C                | Teodoro Piccinno      | Nola       | prestito         |
| C                | Fausto Pizzi          | Vicenza    | comproprietà     |
| C                | Massimo Pellegrini    | SPAL       | definitivo       |

### Sessione autunnale
| Acquisti         | Acquisti         | Acquisti         | Acquisti         |
| R.               | Nome             | da               | Modalità         |
| Altre operazioni | Altre operazioni | Altre operazioni | Altre operazioni |
| R.               | Nome             | da               | Modalità         |
| ---------------- | ---------------- | ---------------- | ---------------- |
| A                | Mika Aaltonen    | TPS              | definitivo       |

| Cessioni         | Cessioni        | Cessioni       | Cessioni |
| R.               | Nome            | a              | Modalità |
| ---------------- | --------------- | -------------- | -------- |
| D                | Alberto Rivolta | Parma          | prestito |
| Altre operazioni |                 |                |          |
| R.               | Nome            | a              | Modalità |
| C                | Paolo Mandelli  | Sambenedettese | prestito |
| A                | Mika Aaltonen   | Bellinzona     | prestito |

## Risultati

### Serie A

#### Girone di andata
| Arbitro: | Sguizzato (Verona) |

|  |           |                                  |
|  | Marcatori | 40’ Galvani 57’ (rig.) Slišković |

| Arbitro: | Lanese (Messina) |

|                    |           |                              |
| Albiero 78’ (rig.) | Marcatori | 63’ Passarella 83’ Altobelli |

| Arbitro: | Coppetelli (Tivoli) |

|                          |           |  |
| Serena 72’ Altobelli 86’ | Marcatori |  |

| Arbitro: | Agnolin (Bassano del Grappa) |

|           |           |              |
| Ferri 55’ | Marcatori | 62’ Matteoli |

| Arbitro: | D'Elia (Salerno) |

|           |           |            |
| Scifo 83’ | Marcatori | 62’ Elkjær |

| Arbitro: | Lanese (Messina) |

|                |           |                 |
| Serena 9’, 73’ | Marcatori | 51’ De Agostini |

| Arbitro: | Lo Bello (Siracusa) |

|                         |           |                |
| Bernazzani 7’ Dunga 60’ | Marcatori | 64’ Mandorlini |

| Arbitro: | Baldas (Trieste) |

|                           |           |                            |
| Passarella 16’ Serena 37’ | Marcatori | 28’ Carillo 38’ Dell'Oglio |

| Arbitro: | Pairetto (Nichelino) |

|                                           |           |                                |
| Manfredonia 15’ Giannini 19’ Desideri 84’ | Marcatori | 13’ Fanna 89’ (rig.) Altobelli |

| Arbitro: | Longhi (Roma) |

|                      |           |            |
| De Napoli 59’ (aut.) | Marcatori | 28’ Careca |

| Arbitro: | Agnolin (Bassano del Grappa) |

|          |           |                                  |
| Berti 6’ | Marcatori | 36’ (rig.) Passarella 84’ Ciocci |

| Arbitro: | Lanese (Messina) |

|  |           |                 |
|  | Marcatori | 4’ (aut.) Ferri |

| Arbitro: | Baldas (Trieste) |

|             |           |          |
| Mancini 58’ | Marcatori | 8’ Ferri |

| Arbitro: | Luci (Firenze) |

|                             |           |  |
| Passarella 8’ Altobelli 20’ | Marcatori |  |

| Arbitro: | Lo Bello (Siracusa) |

|                      |           |                                         |
| Schachner 45’ (rig.) | Marcatori | 27’ Passarella 36’ Altobelli 88’ Baresi |

#### Girone di ritorno
| Arbitro: | Pezzella (Frattamaggiore) |

|               |           |                |
| Slišković 34’ | Marcatori | 39’ Passarella |

| Arbitro: | Bergamo (Livorno) |

|            |           |  |
| Serena 59’ | Marcatori |  |

| Arbitro: | Longhi (Roma) |

|           |           |          |
| Lucci 71’ | Marcatori | 9’ Scifo |

| Arbitro: | Paparesta (Bari) |

|  |           |                    |
|  | Marcatori | 12’ (rig.) Cravero |

| Arbitro: | Lo Bello (Siracusa) |

|              |           |           |
| Fontolan 81’ | Marcatori | 76’ Scifo |

| Arbitro: | Pezzella (Frattamaggiore) |

|                   |           |  |
| Magrin 69’ (rig.) | Marcatori |  |

| Arbitro: | Amendolia (Messina) |

|                                   |           |                   |
| Altobelli 11’ Dolcetti 89’ (aut.) | Marcatori | 87’ (rig.) Sclosa |

| Arbitro: | Lombardo (Marsala) |

|                          |           |           |
| Carillo 5’ Scarafoni 15’ | Marcatori | 44’ Ferri |

| Arbitro: | Agnolin (Bassano del Grappa) |

|                                           |           |                                        |
| Altobelli 13’ Bergomi 17’ Ciocci 30’, 68’ | Marcatori | 38’ (rig.) Giannini 45’ (aut.) Bergomi |

| Arbitro: | Fabio Baldas (Trieste) |

|              |           |  |
| Maradona 21’ | Marcatori |  |

| Arbitro: | Di Cola (Avezzano) |

|                                      |           |  |
| Minaudo 47’ Piraccini 84’ Ciocci 87’ | Marcatori |  |

| Arbitro: | Longhi (Roma) |

|                       |           |  |
| Gullit 43’ Virdis 53’ | Marcatori |  |

| Arbitro: | Coppetelli (Tivoli) |

|                                        |           |             |
| Mandorlini 32’ Scifo 60’ Altobelli 79’ | Marcatori | 85’ Mannini |

| Arbitro: | D'Elia (Salerno) |

|                        |           |                                 |
| Bordin 73’ Lorenzo 76’ | Marcatori | 42’ (rig.) Altobelli 60’ Serena |

| Arbitro: | Baldas (Trieste) |

|            |           |              |
| Minaudo 4’ | Marcatori | 33’ Gazzaneo |

### Coppa Italia

#### Primo turno
| Arbitro: | Baldas (Trieste) |

|                                            |                      |                                |
| De Vitis 20’ Dalla Costa 80’               | Marcatori            | 60’ Piraccini 68’ Altobelli    |
| Paolucci Donatelli Picci Serra Dalla Costa | Tiri di rigore 5 – 3 | Baresi Fanna Minaudo Altobelli |

| Arbitro: | Cornieti (Forlì) |

|                                        |           |                     |
| Altobelli 46’, 64’, 87’ Passarella 68’ | Marcatori | 43’ (rig.) Garzieri |

| Arbitro: | D'Elia (Salerno) |

|                                             |                      |                                     |
| Chiodini 79’ Branco 87’ (rig.)              | Marcatori            | 26’ Altobelli 35’ Matteoli          |
| Branco Bonometti Mariani Piovani Beccalossi | Tiri di rigore 4 – 2 | Mandorlini Matteoli Altobelli Ferri |

| Arbitro: | Agnolin (Bassano del Grappa) |

|                                                                                                  |                      |                                                                                 |
| Polverino Cornacchini Bellatorre Poggi D'Agostino Dominissini Albi Perugi De Agostini Cornacchia | Tiri di rigore 8 – 9 | Passarella Mandorlini Fanna Scifo Altobelli Ferri Nobile Baresi Piraccini Zenga |

| Arbitro: | Cornieti (Forlì) |

|                                             |                      |                                             |
| Fanna Mandorlini Altobelli Scifo Passarella | Tiri di rigore 5 – 4 | Casagrande Destro Giovannelli Carillo Greco |

#### Fase finale
| Arbitro: | D'Elia (Salerno) |

|           |           |                    |
| Pecci 89’ | Marcatori | 4’, 15’, 48’ Fanna |

| Arbitro: | Nicchi (Arezzo) |

|                            |           |  |
| Serena 31’, 79’ Ciocci 55’ | Marcatori |  |

| Arbitro: | Amendolia (Messina) |

|                            |           |                |
| Serena 1’ Lucci 69’ (aut.) | Marcatori | 31’ Incocciati |

| Arbitro: | Lanese (Messina) |

|  |           |           |
|  | Marcatori | 53’ Ferri |

| Milano 6 aprile 1988, ore CEST Semifinale - Andata | Inter               | 0 – 0 referto | Sampdoria | Stadio Giuseppe Meazza\| Arbitro: \| Lo Bello (Siracusa) \| |
| Arbitro:                                           | Lo Bello (Siracusa) |               |           |                                                             |

| Arbitro: | Lo Bello (Siracusa) |

|             |           |  |
| Mancini 25’ | Marcatori |  |

### Coppa UEFA
| Istanbul 16 settembre 1987, ore 15:30 CEST Trentaduesimi di finale - Andata | Beşiktaş | 0 – 0 referto | Inter | Stadio BJK İnönü (42.000 circa spett.)\| Arbitro: \| Peschel \| |
| Arbitro:                                                                    | Peschel  |               |       |                                                                 |

| Arbitro: | Biguet |

|                               |           |          |
| Altobelli 37’ Serena 45’, 87’ | Marcatori | 15’ Uçar |

| Arbitro: | Wallace |

|  |           |              |
|  | Marcatori | 11’ Aaltonen |

| Arbitro: | Eksztajn |

|  |           |                         |
|  | Marcatori | 50’ Scifo 71’ Altobelli |

| Arbitro: | Wöhrer |

|            |           |               |
| Serena 39’ | Marcatori | 80’ Lauridsen |

| Arbitro: | Pauly |

|              |           |  |
| Orejuela 23’ | Marcatori |  |

## Statistiche

### Statistiche di squadra
| Competizione | Punti | In casa | In casa | In casa | In casa | In casa | In casa | In trasferta | In trasferta | In trasferta | In trasferta | In trasferta | In trasferta | Totale | Totale | Totale | Totale | Totale | Totale | D.R. |
| Competizione | Punti | G       | V       | N       | P       | Gf      | Gs      | G            | V            | N            | P            | Gf           | Gs           | G      | V      | N      | P      | Gf     | Gs     | D.R. |
| ------------ | ----- | ------- | ------- | ------- | ------- | ------- | ------- | ------------ | ------------ | ------------ | ------------ | ------------ | ------------ | ------ | ------ | ------ | ------ | ------ | ------ | ---- |
| Serie A      | 32    | 15      | 8       | 4       | 3       | 24      | 14      | 15           | 3            | 6            | 6            | 18           | 21           | 30     | 11     | 10     | 9      | 42     | 35     | 7    |
| Coppa Italia | -     | 5       | 3       | 2       | 0       | 9       | 2       | 6            | 2            | 3            | 1            | 8            | 6            | 11     | 5      | 5      | 1      | 17     | 8      | 9    |
| Coppa UEFA   | -     | 3       | 1       | 1       | 1       | 4       | 3       | 3            | 1            | 1            | 1            | 2            | 1            | 6      | 2      | 2      | 2      | 6      | 4      | 2    |
| Totale       | -     | 23      | 12      | 7       | 4       | 37      | 19      | 24           | 6            | 10           | 8            | 28           | 28           | 47     | 18     | 17     | 12     | 65     | 47     | 18   |

### Statistiche dei giocatori
A completamento delle statistiche vanno considerati 3 autogol in campionato e 1 in Coppa Italia a favore dei neroazzurri.
Sono in corsivo i calciatori che hanno lasciato la società a stagione in corso.
| Giocatore       | Serie A  | Serie A | Serie A     | Serie A    | Coppa Italia | Coppa Italia | Coppa Italia | Coppa Italia | Coppa UEFA | Coppa UEFA | Coppa UEFA  | Coppa UEFA | Totale   | Totale | Totale      | Totale     |
| Giocatore       | Presenze | Reti    | Ammonizioni | Espulsioni | Presenze     | Reti         | Ammonizioni  | Espulsioni   | Presenze   | Reti       | Ammonizioni | Espulsioni | Presenze | Reti   | Ammonizioni | Espulsioni |
| --------------- | -------- | ------- | ----------- | ---------- | ------------ | ------------ | ------------ | ------------ | ---------- | ---------- | ----------- | ---------- | -------- | ------ | ----------- | ---------- |
| A. Altobelli    | 28       | 9       | ?           | ?          | 10           | 5            | ?            | ?            | 6          | 2          | 1           | 0          | 44       | 16     | 1+          | 0+         |
| G. Baraldi      | 0        | 0       | ?           | ?          | 0            | 0            | ?            | ?            | 0          | 0          | 0           | 0          | 0        | 0      | 0+          | 0+         |
| G. Baresi (I)   | 29       | 1       | ?           | ?          | 11           | 0            | ?            | ?            | 6          | 0          | 0           | 0          | 46       | 1      | 0+          | 0+         |
| G. Bergomi      | 28       | 1       | ?           | ?          | 9            | 0            | ?            | ?            | 5          | 0          | 0           | 0          | 42       | 1      | 0+          | 0+         |
| F. Calcaterra   | 12       | 0       | ?           | ?          | 5            | 0            | ?            | ?            | 3          | 0          | 1           | 0          | 20       | 0      | 1+          | 0+         |
| M. Ciocci       | 22       | 4       | ?           | ?          | 10           | 1            | ?            | ?            | 2          | 0          | 0           | 0          | 34       | 5      | 0+          | 0+         |
| S. Civeriati    | 2        | 0       | ?           | ?          | 1            | 0            | ?            | ?            | 0          | 0          | 0           | 0          | 3        | 0      | 0+          | 0+         |
| P. Fanna        | 28       | 1       | ?           | ?          | 11           | 3            | ?            | ?            | 5          | 0          | 1           | 0          | 44       | 4      | 1+          | 0+         |
| R. Ferri (II)   | 25       | 2       | ?           | ?          | 10           | 1            | ?            | ?            | 5          | 0          | 0           | 0          | 40       | 3      | 0+          | 0+         |
| A. Malgioglio   | 4        | -4      | ?           | ?          | 2            | -0           | ?            | ?            | 0          | -0         | 0           | 0          | 6        | -4     | 0+          | 0+         |
| P. Mandelli     | 0        | 0       | ?           | ?          | 2            | 0            | ?            | ?            | 0          | 0          | 0           | 0          | 2        | 0      | 0+          | 0+         |
| A. Mandorlini   | 27       | 2       | ?           | ?          | 11           | 0            | ?            | ?            | 6          | 0          | 0           | 0          | 44       | 2      | 0+          | 0+         |
| G. Matteoli     | 21       | 1       | ?           | ?          | 9            | 1            | ?            | ?            | 5          | 0          | 0           | 0          | 35       | 2      | 0+          | 0+         |
| G. Minaudo      | 15       | 2       | ?           | ?          | 5            | 0            | ?            | ?            | 0          | 0          | 0           | 0          | 20       | 2      | 0+          | 0+         |
| D. Morello      | 1        | 0       | ?           | ?          | 0            | 0            | ?            | ?            | 0          | 0          | 0           | 0          | 1        | 0      | 0+          | 0+         |
| S.A. Nobile     | 19       | 0       | ?           | ?          | 8            | 0            | ?            | ?            | 4          | 0          | 0           | 0          | 31       | 0      | 0+          | 0+         |
| D. Passarella   | 21       | 6       | ?           | ?          | 8            | 1            | ?            | ?            | 6          | 0          | 0           | 0          | 35       | 7      | 0+          | 0+         |
| A. Piraccini    | 23       | 1       | ?           | ?          | 10           | 1            | ?            | ?            | 4          | 0          | 0           | 0          | 37       | 2      | 0+          | 0+         |
| A. Rivolta      | 1        | 0       | ?           | ?          | 0            | 0            | ?            | ?            | 0          | 0          | 0           | 0          | 1        | 0      | 0+          | 0+         |
| G.M. Sansonetti | 0        | -0      | ?           | ?          | 0            | -0           | ?            | ?            | 0          | -0         | 0           | 0          | 0        | -0     | 0+          | 0+         |
| V. Scifo        | 28       | 4       | ?           | ?          | 10           | 0            | ?            | ?            | 6          | 1          | 1           | 0          | 44       | 5      | 1+          | 0+         |
| A. Serena       | 22       | 6       | ?           | ?          | 4            | 3            | ?            | ?            | 5          | 3          | 1           | 0          | 31       | 12     | 1+          | 0+         |
| I. Stafico      | 0        | 0       | ?           | ?          | 1            | 0            | ?            | ?            | 0          | 0          | 0           | 0          | 1        | 0      | 0+          | 0+         |
| W. Zenga        | 26       | -31     | ?           | ?          | 11           | -8           | ?            | ?            | 6          | -4         | 0           | 0          | 43       | -43    | 0+          | 0+         |